# 戸谷知恵子
戸谷 知恵子（とたに　ちえこ、1954年 - 2016年）は、環境・観光プランナー。ユニバーサルデザイン研究所代表を経て、現在、JJ Planning代表。社団法人国際観光施設協会顧問をつとめた。東京都出身。国立音楽大学卒業。

## 概要
「ハートフルなサービス」、「人にやさしい旅」をキーワードに、バリアフリー観光に関する講演を各地でおこない、1990年代より広まりつつあったバリアフリーの概念を、国内に浸透させる一端を担った。
障害者、高齢者、妊産婦、外国人なども含め、誰でも平等に楽しめる観光地を理想とし、観光施設の改善可能な点の抽出方法を中心にアドバイザー・プランナーとして活動。
当初は、施設のインフラストラクチャーにおける物理的な問題点をすべて改造する必要があるわけではないことを説明するために、「ハード（設備）の欠けはハートでカバー」と説いていたが、それを受けたいくつかの旅館施設において「お出迎えの心があればほかにはなにもいらない」と解釈されているとの報告を受け、のちにキャッチフレーズなどは一切使用しない講演方法に切り替えている。
外食産業の専門雑誌『ホテレス』などへの寄稿も多数。

## 経歴
- 1999年 - 2000年、 旧建設省「富士・伊豆の未来を考える懇話会」委員
- 1999年 - 2000年、 静岡県「ユニバーサルデザイン懇話会」委員
- 2004年 - 、国土交通省・駐車場整備推進機構「日本ベストパーキング賞」選考委員

## 受賞歴
- 1999年、第1回『ありのまま大賞』において、エッセイ『通過点』がドキュメント部門優秀賞・澤地久枝賞を受賞。
- 2003年、第1回「読売プルデンシャル福祉文化賞」より、「下肢障害者のバリアフリー化活動」が認められ奨励賞を受賞。